# 伊爾瑟河 (貝加河支流)
52°1′29″N 8°49′55″E / 52.02472°N 8.83194°E
伊爾瑟河（德語：Ilse），是德國的河流，位於該國西部，處於北萊茵-威斯特法倫州，屬於貝加河的右支流，河道全長15公里，流域面積53平方公里。